# Красносільська (станція метро)
55°46′48″ пн. ш. 37°39′57″ сх. д. / 55.78000° пн. ш. 37.66583° сх. д.
«Красносі́льська» (рос. Красносельская) — станція Сокольницької лінії Московського метрополітену. Розташована між станціями «Сокольники» та «Комсомольська», в межах Красносільського району Центрального адміністративного округу Москви.

## Історія і походження назви
Станція відкрита 5 травня 1935 року в складі першої пускової черги Московського метрополітену — «Сокольники» — «Парк культури» з відгалуженням «Охотний Ряд» — «Смоленська». Проєктна назва станції — «Вулиця Гаврикова».
У 1968 році «Красносільська» стала першою станцією московського метрополітену, на якій в якості експерименту були встановлені розмінні автомати. Найімовірніше, вона була обрана тому, що була відносно незавантаженою. Експеримент тривав понад місяць. Майже біля кожного автомата стояла дівчина і пояснювала, як ними користуватися. На стіні був написаний напис: «Ювілейні монети автомати не приймають». Справа в тому, що у 1967 році до 50-ї річниці Жовтневої революції було випущено ювілейні монети номіналом 10, 15 та 20 копійок. Проте, із попередження, їх автомати не приймали.

## Вестибюлі
Станція має наземний вестибюль з виходом на Краснопрудну й Верхню Красносільську вулиці. Проєктом було передбачено другий вихід — на вулицю Гаврикова, але внаслідок низького пасажиропотоку він так і не був відкритий (сходи видно на станції).

## Громадський транспорт
До/від станції курсують:
- автобуси: № 40, 122, 387, т14, т41, н3;
- тролейбус: № T;
- трамваї: № Б, 7, 13, 37, 45, 50

## Технічні характеристики
Конструкція станції — колонна двопрогінна мілкого закладення (глибина закладення — 8 м) з однією острівною прямою платформою. Споруджено за спеціальним проектом з монолітного бетону. На станції один ряд колон, які розташовані по центру платформи. Платформа «Красносільської» вужче платформ багатьох станцій першої черги: на цій станції спочатку не передбачався великий пасажиропотік.

## Колійний розвиток
Станція без колійного розвитку.

## Оздоблення

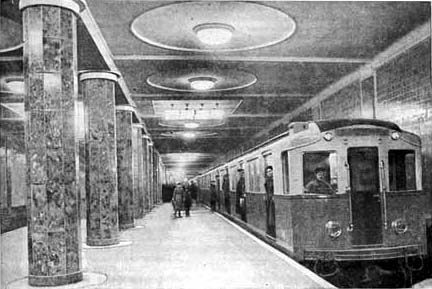
Станція «Красносільська» у 1935. . Праворуч на колії — вагон типа А.

Колійні стіни оздоблені згори — жовтою, а знизу — червоною керамічною глазурованою плиткою, при цьому з 2012 року, частини колійної стіни, що переходять у тунелі, оздоблені білим сайдингом. Підлога викладена білим мармуром (спочатку мала асфальтове покриття, пізніше замінене на кахельну плитку, остання в результаті недавнього ремонту поступилася місцем мармуровому покриттю, залишки керамічної плитки, що були в переходах і на містках, зникли напередодні ювілею Московського метрополітену у 2005 році). Грановані колони оздоблені кримським мармуроподібним вапняком «Біюк-Янка» жовто-коричневих відтінків.
При відкритті на станції були встановлені напівкруглі світильники в кесонах над бічними залами, які згодом були замінені люстрами-кулями. Після ремонту круглі світильники для ламп розжарювання, що розташовані над платформами, були замінені на люмінесцентні лампи між колонами.